# Les Chemins de la dignité
Pour plus de détails, voir Fiche technique et Distribution.
Les Chemins de la dignité, ou L'Honneur à tout prix au Québec (Men of Honor) est un film américain réalisé par George Tillman Jr. , sorti en 2000. Le film raconte l'histoire vraie de Carl Brashear, premier Afro-Américain à avoir intégré la Navy en tant que plongeur-scaphandrier.

## Synopsis
Au lendemain de la Seconde Guerre mondiale, Carl Brashear (Cuba Gooding Jr.) s'engage dans l'US Navy; et bien que la marine américaine ait officiellement mis fin à la ségrégation raciale en son sein, sa couleur de peau le fait se heurter à des obstacles qu'il combat sans relâche. À la suite d'un incident sur le navire à bord duquel il sert, qui révèle ses exceptionnels talents de nageur[style à revoir], il est promu dans l'équipe des sauveteurs de bord. Après avoir assisté à un sauvetage par un scaphandrier, Brashear, rentre à l'école de plongée de l'US Navy, où il se retrouve sous la coupe de l'impitoyable Major-instructeur Billy Sunday (Robert De Niro), qui s'est donné pour mission personnelle de faire de son entraînement un enfer. Loin de décourager Carl, ce dernier n'en est que plus motivé à prouver sa valeur et finit par s'attirer le respect de Sunday.

## Fiche technique
- Titre français : Les Chemins de la dignité
- Titre québécois : L'Honneur à tout prix
- Titre original : Men of Honor
- Réalisation : George Tillman Jr.
- Musique : Mark Isham
- Budget : 32 millions de dollars
- Photographie : Anthony B. Richmond
- Distribution : UFD
- Genre : Drame biographique
- Durée : 128 minutes
- Année de production : 2000
- Date de sortie : 2 mai 2001

## Distribution
Légende : VF = Version Française et VQ = Version Québécoise
- Robert De Niro (VF : Jacques Frantz ; VQ : Hubert Gagnon) : Major-scaphandrier Billy Sunday
- Cuba Gooding Jr. (VF : Lucien Jean-Baptiste ; VQ : Pierre Auger) : Premier Maître-scaphandrier Carl Brashear
- Charlize Theron (VF : Catherine Le Hénan ; VQ : Camille Cyr-Desmarais) : Gwen Sunday
- Aunjanue Ellis (VF : Annie Milon ; VQ : Nadia Paradis) : Jo
- Hal Holbrook (VF : Philippe Dumat) : Commandant en chef Pappy
- Michael Rapaport (VF : Bruno Choël ; VQ : Sébastien Dhavernas) : Snowhill
- Powers Boothe (VF : Michel Vigné ; VQ : Marc Bellier) : Capitaine Pullman
- David Keith (VQ : Jean-Marie Moncelet) : Capitaine Hartigan
- Holt McCallany (VQ : Denis Roy) : Dylan Rourke
- Joshua Leonard : Isert
- Dennis Troutman : Boots
- Joshua Feinman : DuBoyce
- Theo Pagones : Mellegrano
- Ryan Honey : Yarmouth
- David Conrad (VF : Eric Legrand ; VQ : Antoine Durand) : Capitaine Hanks
- Chris Warren Jr. : Carl jeune
- Lester B. Hanson : Amiral Yon
- Jack Frazier : Amiral French
- David Richard Heath : Officier médical
- Demene E. Hall : Mrs. Biddle
- Alimi Ballard : Coke
- Shawn Michael Howard : Junie
- Carl Lumbly (VF : Med Hondo) : Mac Brashear, le père de Carl
- Lonette McKee : Ella Brashear, la mère de Carl
- Henry Harris : Pilote secouru
- Glynn Turman : Chef Floyd
- David Meyers : Dr Cudahy
- Richard Perry Turner : Dr Dinkins